# Neuerstadt
Neuerstadt ist ein Ortsteil der Stadt Jessen (Elster) im Landkreis Wittenberg des Landes Sachsen-Anhalt.

## Lage und Erreichbarkeit
Neuerstadt liegt ca. 15 km nordöstlich der Stadt Jessen und ist über die B 187 und die K 2214 mit ihr verbunden.

## Geschichte
Als Siedlung wurde Neuerstadt erstmals 1377 unter dem Namen Nyenstat in Urkunden erwähnt. Dieser Begriff ist vermutlich aus dem Niederländischen entstanden, mit in etwa der Bedeutung: Siedlung an neuer Stätte.